# Agenția Internațională pentru Energie Atomică
Agenția Internațională pentru Energie Atomică (AIEA) este o organizație internațională creată în 1957, sub egida ONU, cu sediul la Viena, care are ca principală sarcină să contribuie la dezvoltarea și folosirea practică a energiei atomice în scopuri pașnice și la dezvoltarea cercetărilor științifice în acest domeniu.
Organele principale ale agenției sunt conferința generală, consiliul guvernatorilor și secretariatul.
România este membră a acestei organizații chiar din momentul înființării sale.
În 2005, agenția, împreună cu directorul ei de atunci, Mohammed El Baradei, au primit Premiul Nobel pentru Pace.

## Țări membre

Țările membre ale Agenției Internaționale pentru Energie Atomică

Agenția Internațională pentru Energie Atomică are 151 de țări membre, printre care se numără majoritatea membrilor ONU, precum și Sfântul Scaun.
Țările care nu sunt membre sunt:
| - Andorra - Antigua and Barbuda - Bahamas - Barbados - Bhutan - Capul Verde - Comoros - Cook Islands - Dominica - Guineea Ecuatorială | - Fiji - Gambia - Grenada - Guinea - Guinea-Bissau - Guyana - Kiribati - Laos - Maldives - Statele Federate ale Microneziei - Nauru | - Niue - North Korea - Papua New Guinea - Rwanda - Saint Kitts and Nevis - Saint Lucia - Saint Vincent and the Grenadines - Samoa - San Marino - São Tomé and Príncipe - Solomon Islands | - Somalia - Suriname - Swaziland - Timor-Leste - Togo - Tonga - Trinidad and Tobago - Turkmenistan - Tuvalu - Vanuatu |